# Igors Vihrovs
Igors Vihrovs (* 6. Juni 1978 in Riga, Lettische SSR) ist ein ehemaliger lettischer Turner.

## Erfolge
Igors Vihrovs nahm an zwei Olympischen Spielen teil: 2000 verpasste er in allen Disziplinen außer einer das Finale, lediglich beim Bodenturnen gelang ihm als Vierter mit 9,662 Punkten die Qualifikation. Mit 9,812 Punkten im Finale setzte er sich gegen sämtliche Konkurrenten durch und wurde somit Olympiasieger. Dies war gleichzeitig die erste Goldmedaille für das unabhängige Lettland. Bei den Olympischen Spielen 2004 in Athen qualifizierte er sich im Einzelmehrkampf als 18. für das Finale, in dem er ebenfalls Rang 18 belegte. In den übrigen Disziplinen verpasste er die Finalkämpfe. Zwischen den beiden Spielen sicherte sich Vihrovs beim Bodenturnen im Jahr 2001 bei der Universiade Silber sowie bei den Weltmeisterschaften in Gent Bronze. 2003 beendete er bei den Weltmeisterschaften in Anaheim den Wettkampf im Bodenturnen auf Rang sechs.